# Liste von Kunstwerken im öffentlichen Raum in Schaffhausen
Dies ist eine Liste von Kunstwerken im öffentlichen Raum in der Stadt Schaffhausen. Sie enthält öffentlich zugängliche Kunstwerke in Schaffhausen, Schweiz.

| Foto                                 |                 | Objekt                               |                                                | Typ           |  |         | Teil von                   | Standort                 | Künstler                        | Datierung | Beschreibung                                                                 |
| ------------------------------------ | --------------- | ------------------------------------ | ---------------------------------------------- | ------------- |  | ------- | -------------------------- | ------------------------ | ------------------------------- | --------- | ---------------------------------------------------------------------------- |
| Franzosen-Denkmal                    | Datei hochladen | Franzosen-Denkmal                    |                                                | Statue        |  |         |                            | Fäsenstaubpromenade ·    | Paul Landowski                  | 1922      |                                                                              |
| Tellenbrunnen                        | Datei hochladen | Tellenbrunnen                        | Wikidata zu Tellenbrunnen                      | Zierbrunnen   |  | Brunnen |                            | Vordergasse ·            |                                 | 1522      |                                                                              |
| Mohrenbrunnen                        | Datei hochladen | Mohrenbrunnen                        | Wikidata zu Mohrenbrunnen                      | Zierbrunnen   |  | Brunnen |                            | Fronwagplatz ·           | Augustin Henkel                 | ca. 1520  |                                                                              |
| Platzbrunnen                         | Datei hochladen | Platzbrunnen                         | Wikidata zu Platzbrunnen                       | Zierbrunnen   |  | Brunnen |                            | Walther-Bringolf-Platz · |                                 |           |                                                                              |
| Landsknechtbrunnen                   | Datei hochladen | Landsknechtbrunnen                   | Wikidata zu Vierröhriger Brunnen (Landsknecht) | Zierbrunnen   |  | Brunnen |                            | Fronwagplatz ·           |                                 | 1524      |                                                                              |
| Epitaph für die unbeirrbare Hoffnung | Datei hochladen | Epitaph für die unbeirrbare Hoffnung |                                                | Plastik       |  |         |                            | Bachstrasse 62 ·         | Claudia Girard                  | 2010      |                                                                              |
| Sichten sichten                      | Datei hochladen | Sichten sichten                      |                                                | Installation  |  |         | Kantonsschule Schaffhausen | Munotstrasse ·           | Leo Bettina Roost               | 2005      |                                                                              |
| Kernstück                            | Datei hochladen | Kernstück                            |                                                | Plastik       |  |         |                            | ·                        | René Moser                      | 1995      |                                                                              |
| Verdoppelung                         | Datei hochladen | Verdoppelung                         |                                                | Plastik       |  |         |                            | Münsterplatz ·           | Roman Signer                    | 2021      |                                                                              |
| Denkmal für Johann Conrad Fischer    | Datei hochladen | Denkmal für Johann Conrad Fischer    |                                                | Statue        |  |         |                            | Vordersteig ·            |                                 |           |                                                                              |
| Sans titre                           | Datei hochladen | Sans titre                           |                                                | Plastik       |  |         |                            | Pfarrweg ·               | Albert Rouiller                 | etwa 1987 |                                                                              |
| Sepulcrum                            | Datei hochladen | Sepulcrum                            |                                                | Installation  |  |         | Waldfriedhof Schaffhausen  | Waldfriedhof ·           | Brigitte Stadler und Roland Gut | 1989      |                                                                              |
| Wasserträgerin                       | Datei hochladen | Wasserträgerin                       |                                                | Statue Bronze |  |         | Mosergarten                | Baumgartenstrasse ·      | Valentin Walter Mettler         | 1907      | Eine bekleidete Version war Brunnenfigur am Helvetiaplatz Zürich (1907–1952) |